# 常用字
常用字是指中文（或日文、韓文）中經常用到的漢字，通常有數千字。中國大陸、台灣、香港、日本和韓國都有自己的常用字標準。
- 中國大陸：現代漢語常用字表：3500字
- 台灣：常用國字標準字體表：4808字
- 香港：常用字字形表：4762字
- 日本：常用漢字表：2136字（4388個音訓）
- 韓國：漢文教育用基礎漢字：1800字

在字元編碼中也會定義常用字（一級漢字），會包含所有的常用字，但是少部份的次常用字也會在字元編碼中定義為常用字（一級漢字），例如：
- 中國大陸的現代漢語常用字表有3500字，但中國大陸的國標碼則有3755個字定義為常用字（一級漢字），中間夾了255字。
- 台灣的常用國字標準字體表有4808字，但台灣的大五碼則有5401個字定義為常用字（一級漢字），中間夾了593字。
- 日本的常用漢字表有2136字，但日本的JIS X 0208則有2965個字定義為常用字（一級漢字），中間夾了829字。

## 另見
- 次常用字
- 罕用字
- 異體字